# Hydrofoon
 Niet te verwarren met hydrofoor.

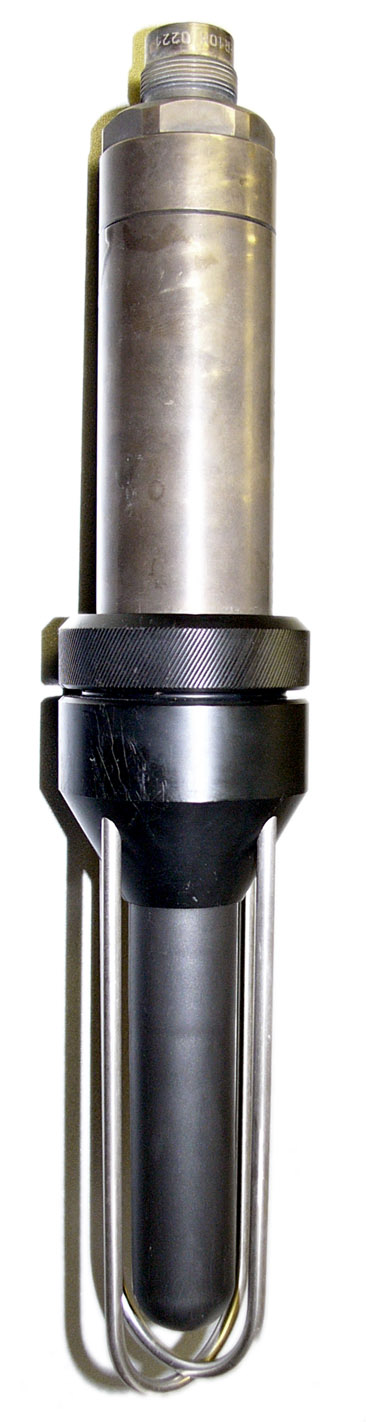
RESON TC4032 hydrophone, onder meer gebruikt voor oceanografisch onderzoek bij Antarctica

Een hydrofoon is een apparaat dat geluid omzet in elektriciteit, maar – in tegenstelling tot een microfoon – geschikt is voor gebruik onder water of andere vloeistoffen. Sommige hydrofoons zijn ook in staat tot de omgekeerde activiteit, dus omzetting van elektriciteit in geluid. Zij fungeren dan als een onderwater-luidspreker.
De bekendste toepassing van hydrofoons is aan boord van onderzeeboten als onderdeel van het sonarsysteem.
Hydrofoons kunnen worden gebruikt in het infrasoon-, audio- of ultrasoon-gebied. Infrasone hydrofoons worden gebruikt in de geofysica om seismische activiteit te detecteren. Audiohydrofoons worden onder andere aan boord van onderzeeërs gebruikt. Ultrasone hydrofoons worden gebruikt voor onderzoek naar diverse soorten zeedieren, zoals walvissen en dolfijnen.